# Nancy O'Dell
Pour les articles homonymes, voir O'Dell.
Nancy O'Dell est une actrice américaine née le 25 février 1966 à Sumter, Caroline du Sud (États-Unis).

## Biographie
Nancy est une actrice et manageuse de catch à la WWE.

## Filmographie
- 1986 : A Current Affair (série télévisée) : Entertainment Reporter (1995-96)
- 1997 : Scream 2 : Reportrice
- 1998 : The Adventures of Ragtime : Talk Show Host
- 1998 : Hôpital central ("General Hospital") (série télévisée) : Female police officer
- 1998 : Welcome to Hollywood : elle-même
- 1999 : Le Célibataire (The Bachelor) : Questioning Bride
- 1999 : 68th Annual Hollywood Christmas Parade (TV) : Host
- 2000 : Scream 3 : Reportrice
- 2002 : Outta Time : Dr Drake
- 2002 : Charmed : Elle-même
- 2005 : Miss USA 2005 (TV) : Hostess
- 2011 : Scream 4 : Reportrice
- 2013 : Les Schtroumpfs 2 : elle-même